# Стадион Оскар Китењо
Стадион Оскар Китењо (шп. Estadio Óscar Quiteño) је вишенаменски стадион у Санта Ани, Салвадор.      Тренутно се углавном користи за фудбалске утакмице и домаћи је стадион за Клуб Депортиво ФАС.  
Стадион прима 17.500 људи и изграђен је 1963. године. 

## Отварање стадиона
Стадион је свечано отворен 3. фебруара 1963. године, а изградио га је Завод за рурални развој. Стадион је понео име голмана „Оскар Алберто Китења”, који је погинуо на пријатељској утакмици против Ориона из Костарике. Преименовање стадиона Сантана у стадион Оскар Китењо (у част Оскар Алберто Китења), на иницијативу професора Фидела Антонија Магања се догодило 15. маја 1977. године.

## Историјат
Прво фудбалско игралиште Санта Ане био је терен Финца модела, где је ФАС освојио својих првих 5 шампионата. Било је то 17. октобра 1962. године када је одржан састанак за почетак припрема за изградњу новог стадиона, који је свечано отворен 3. фебруара 1963. Имање припада општинској кући Санта Ана, и издато је на зајам и управљање ФК ФАС.

## Објекти и капацитети
Олимпијски стадион Оскар Алберто Китењо има капацитет да прими 17.500 посетилаца и трећи је по величини стадион у Салвадору.
- Стадион има следеће спецификације:
- Олимпијска стаза за атлетику (није регулациона стаза)
- 6 улаза на стадион.
- 5 киоска на располагању за продају карата.
- Има добру дренажу.
- 2 свлачионице, за локални и гостујући тим
- Висока трибина
- Покретни унутрашњи звучни систем
- Кабине за радио и телевизију.
- 4 куле осветљења са сваке стране, источне и западне. Сваки торањ има 2 линије од 6 вентилатора и 28 халогена за укупно 40 по торњу.
- Сопствени паркинг за 150 возила.

| Локација            | Капацитет |
| ------------------- | --------- |
| Стајање (ист.−зап.) | 8.000     |
| Северни сектор      | 1.500     |
| Јужни сектор        | 2.700     |
| Ниже трибине        | 4.800     |
| Више трибине        | 500       |
| Укупно              | 17.500    |